# Centro fantasma
Con il termine centro fantasma ci si riferisce ad un fenomeno psico-acustico che si manifesta con una sorgente sonora che sembra provenire da un punto tra due altoparlanti in una configurazione stereo. Quando lo stesso suono giunge ad entrambe le orecchie contemporaneamente e con la stessa intensità, sembra provenire da un punto al centro tra i due altoparlanti.
Una differenza in intensità (volume) farà sì che il suono sembri provenire dal lato più rumoroso. Analogamente, se un suono giunge ad un orecchio prima che all'altro (entro 30 ms circa, vedere effetto precedenza), esso sembrerà originarsi da quel lato.
Il sistema orecchie-cervello si è evoluto per utilizzare questi indizi per determinare la posizione dei suoni, un importante vantaggio evolutivo.
Anche le variazioni di frequenza possono influenzare la direzione percepita del suono. Pertanto, la strettezza del campo stereo (e quindi l'immagine del centro fantasma) è fortemente dipendente dalle risposte in frequenza degli altoparlanti che lo producono, le quali devono essere concordi il più possibile.
Queste proprietà psico-acustiche possono essere utilizzate per posizionare artificialmente dei suoni all'interno di un campo stereo come si fa nel missaggio audio stereofonico, più frequentemente con l'uso del panning.  Con il surround, le voci sono spesso inviate su un canale centrale dedicato, eliminando la necessità di generare un centro fantasma utilizzando i canali sinistro e destro.